# Szőnyeg
A szőnyeg általában padlók illetve falak fedésére szolgáló szövet. Szőnyegnek nevezzük ezen túl a fonható, köthető, csomózható anyagból készített, hasonló célú termékeket is.
A szőnyegek külön csoportját alkotják az ergonómiai szőnyegek.

## A textilszőnyegek
A kötésmódja szerint sokféle alosztálya van. Megkülönböztetnek sima és bolyhos szőnyegeket.
- A simák egy lánc- és egy vetülékrendszerrel vászon- vagy sávolykötésben készíthetők, mégpedig cérnázott gyapjú-, juta- vagy szőfonalból, amely esetben elnevezésüket az anyagtól nyerik. Készíthetők azonban két lánc- és két vetülékrendszerrel is, ekkor kiddermünsterinek nevezik. A sima szőnyegek különleges fajtái a gobelinek és a nálunk dívó csillimek (szerb szőnyegek). Mindkét szőnyegfajnál ritka láncot és oly sűrű vetüléket alkalmaznak, hogy a láncfonalat teljesen elfedjék, így a szőnyeg mindkét oldala egyforma. Az ábrákat a különböző színű vetülékkel állítják elő. A vetülékeket kézzel helyezik el a láncfonalak közé.
- A szőnyegek második fő csoportjának, a bolyhos szőnyegeknek legnevezetesebb fajtái a következők:

1. Csomózottak: pl. a perzsa és a szmirnai szőnyegek,
2. Hurkos brüsszeli szőnyegek és bolyhos velours-szőnyegek: E két utóbbi csak abban különbözik egymástól, hogy a bolyhosnál a hurkok fel vannak vágva. Mintázásuk kétféle módon állítható elő, vagy úgy, hogy annyi láncrendszert alkalmaznak, ahány színből áll a minta, vagy pedig úgy, hogy csak egy olyan láncrendszert használnak, amely az ábráknak megfelelően mintásan van nyomtatva. E szőnyegfajtáknál az alap és a hurkokat alkotó láncrendszereken kívül bélelő láncrendszert is alkalmaznak, amellyel a szőnyeg vastagságát növelik. A hurkot mindig csak egy láncrendszer képezi, mégpedig az, amelyik a mintarészletnek megfelelő színű, míg a többi a bélelő lánchoz illeszkedik. Ez az eljárás tehát nagy anyagpazarlással jár, ezért sokkal drágább annál, amelynél csak egy láncrendszer van, amelyet folyton hurkolásra használnak. Azért, hogy a szőnyeg ábrás legyen, az ábráknak megfelelően színesen van nyomtatva.
3. Zsenilia szőnyegek: pamut- vagy gyapjúláncból és zseniliavetülékből állnak. Ha e szőnyegeket egyszerű szövetként kivitelezik, vékony minőségűek és kétoldalasak, ha pedig kettős szövetként, azaz alsó kender- vagy jutaszövettel kapcsolatban készülnek, egyoldalasak, vastagok, azaz hasonlók a velours-szőnyegekhez.

## A textilszőnyegek története
A szőnyegkészítés ősi mesterség. Thébából a Kr. e. 2. évezredből származó falfestményeken a szőnyegszövés ábrázolása is fennmaradt. A Kr. e. 8 - 5. századi szíriai, kisázsiai illetve perzsa szobrokon, továbbá metszett köveken láthatók szőnyegek is, készítőikkel együtt. Az ókori  görögök és a rómaiak körében is elterjedt a szőnyegek használata. A középkortól kedve a lakberendezés egyik fontos elemévé vált.

## A modern szőnyegek fajtái
1. Hosszúszálú szőnyeg (shaggy szőnyeg)
2. Rongyszőnyeg
3. Futószőnyeg
4. Kör szőnyeg
5. Fürdőszoba szőnyeg
6. Szennyfogó szőnyeg (lábtörlő)

## Az ergonómiai szőnyegek
A 20. század folyamán megjelentek olyan szőnyegek, amelyek az ergonómia szempontjait veszik figyelembe. Ma már törvény kötelezi a munkáltatókat, hogy ügyeljenek az egészséges munkahelyi környezet optimális kialakítására.

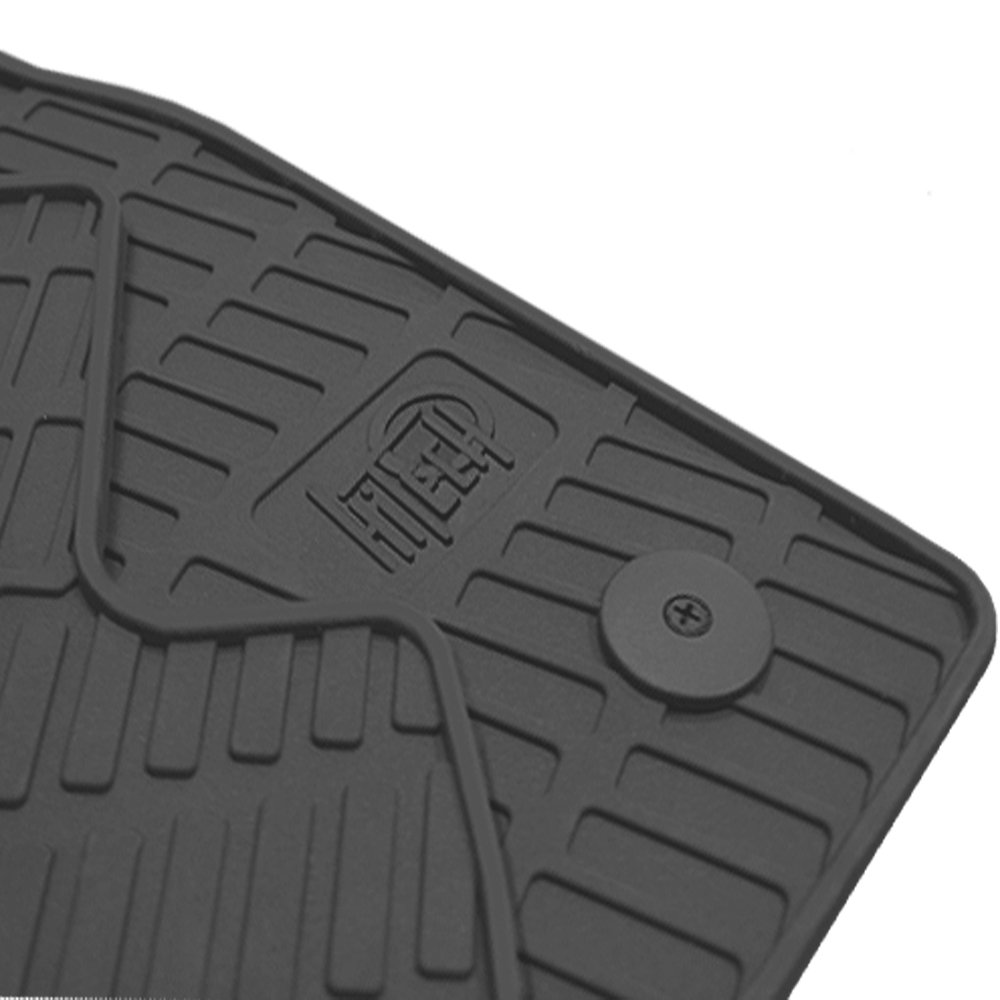
Méretre szabott gumiszőnyeg gépkocsiba

Az ergonómiai szőnyeg kellemesebb körülményeket teremt, ezáltal jelentős pozitív változást idéz elő a munkavégzés hatékonyságában.
A fáradtságcsökkentő szőnyeget speciálisan az állómunkát végző emberek számára fejlesztették ki. Többfunkciós: óvja-védi a burkolatot a nem kívánt szennyeződésektől és károsodástól (sav, forró olaj), csökkenti a testre jutó fiziológiai terhelést, és ennek köszönhetően növeli a munka hatékonyságát. Különböznek egymástól a száraz illetve a csúszós, olajos munkaterületre ajánlott szőnyegek, tovább az antisztatikus szőnyegek.
Ide sorolhatók a gépkocsiban alkalmazott gumiszőnyegek is.

## Képgaléria

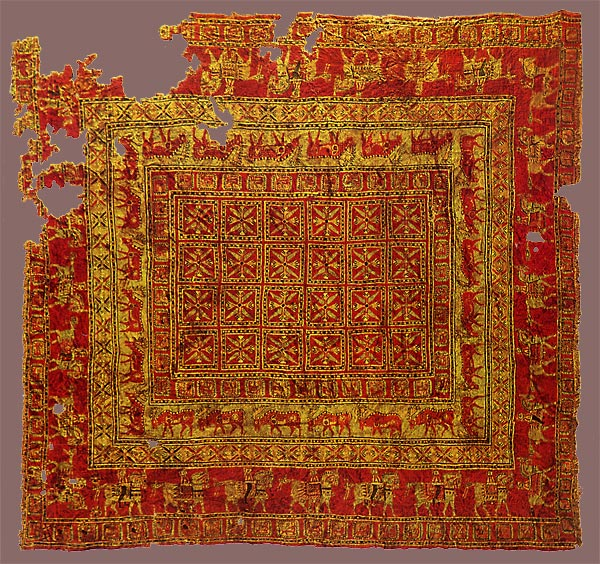
A Paziriki szőnyeg
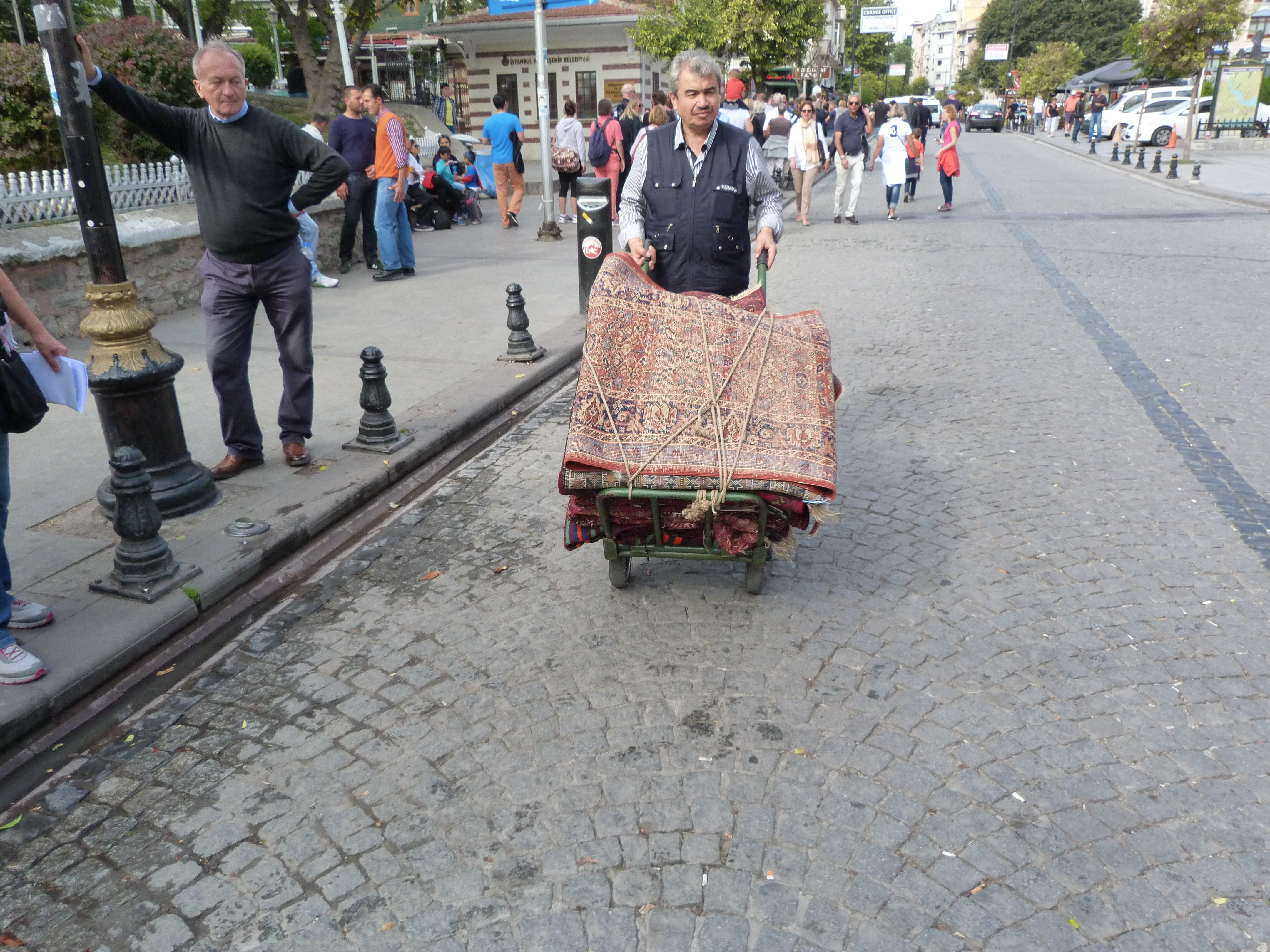
Szőnyegárus Isztambulban
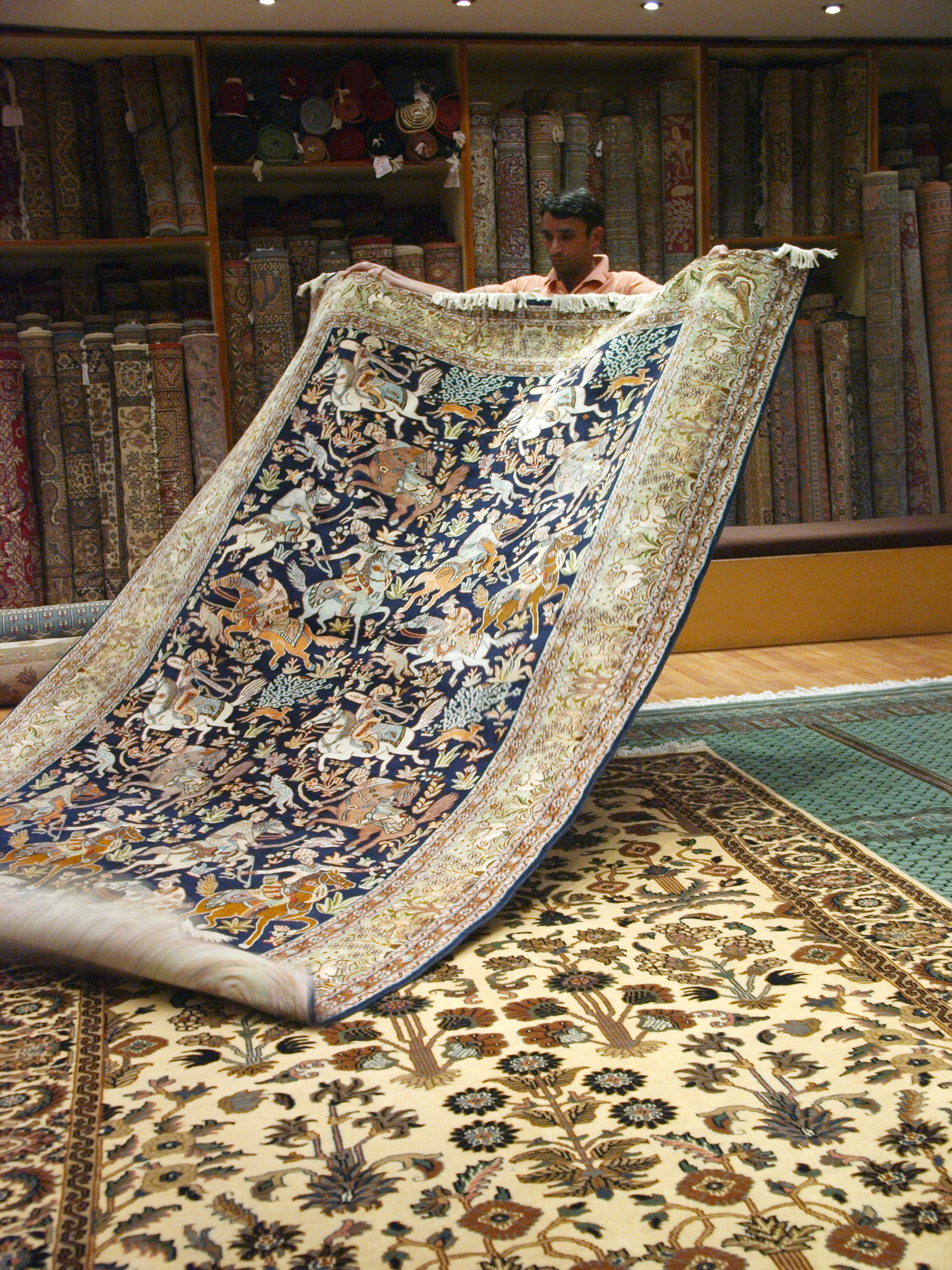
Szőnyegárus az indiai Dzsajpurban
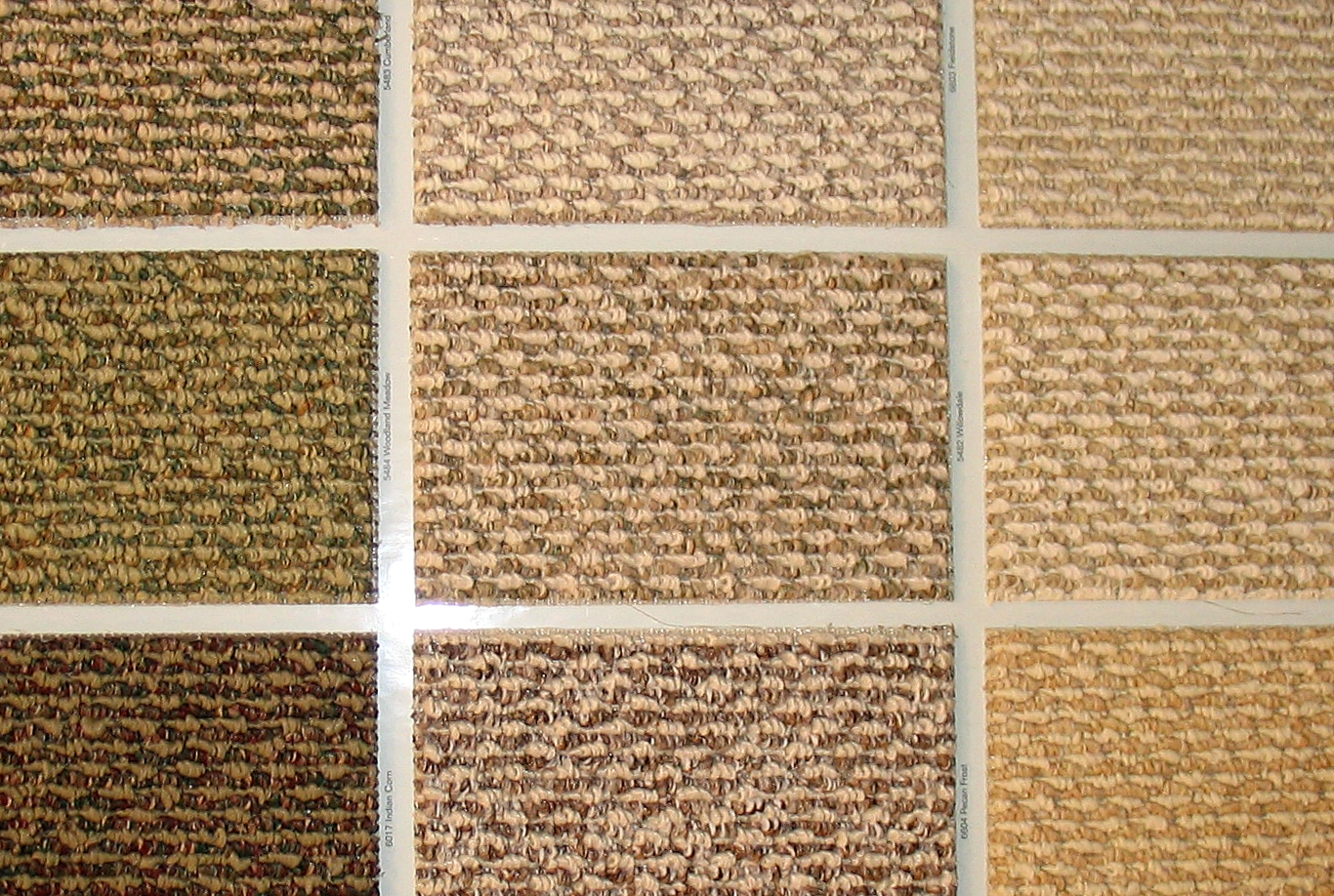
Berber szőnyegek
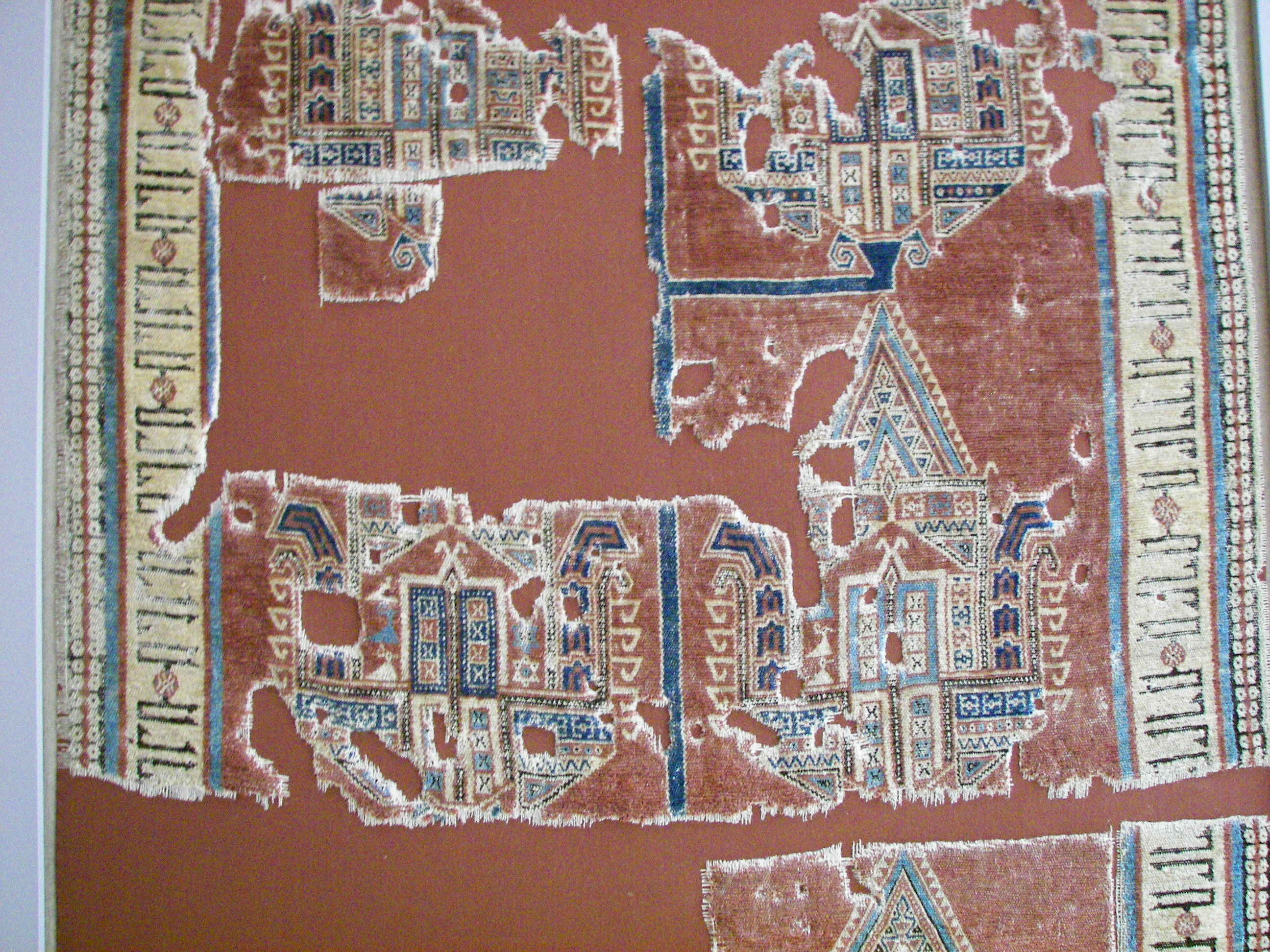
Szőnyeg a berlini Pergamon múzeumból